# Modropole (Lubusz)
Modropole [pronunciación en polaco: /mɔdrɔˈpɔlɛ/] es un pueblo en el distrito administrativo de Gmina Drezdenko, dentro del Distrito de Strzelce-Drezdenko, Voivodato de Lubusz, en el oeste de Polonia. Se encuentra aproximadamente 8 kilómetros al noroeste de Drezdenko, 14 kilómetros al este de Strzelce Krajeńskie, y 36 kilómetros al noreste de Gorzów Wielkopolski.
Hasta 1945 el área era parte de Alemania (véase Territorios Polacos Recuperados).